# Société généalogique canadienne-française
La Société généalogique canadienne-française (SGCF) est une corporation sans but lucratif fondée à Montréal (Québec) le 3 septembre 1943 à l'initiative du père Archange Godbout.
La SGCF se donne pour mission « de faire connaître l'histoire des familles canadienne-française en Amérique du Nord, de promouvoir et développer la recherche généalogique au Canada, de favoriser la conservation des documents relatifs à la généalogie. ». Elle publie la revue Mémoires quatre fois par année depuis 1944. La SGCF est membre de la Fédération québécoise des sociétés de généalogie et de la Fédération Histoire Québec.
La SGCF administre la Maison de la généalogie, le plus important centre de recherches concernant l'histoire et la généalogie des Canadiens français.